# Kostel svatého Martina (Luleč)
Kostel svatého Martina v Lulči je filiální kostel v římskokatolické farnosti Luleč. Stojí jihozápadně od vesnice na okraji plochého návrší, na němž se nachází pozůstatky pravěkého hradiště a středověkého hradu Luleč. V pramenech se objevuje na počátku 15. století, ale dochovaná podoba je výsledkem barokních úprav z let 1751–1753. Je chráněn jako kulturní památka České republiky. Z vesnice ke kostelu vede křížová cesta.